# Iveco Group
IVECO Group N.V. è una multinazionale automobilistica che opera nel settore dei veicoli commerciali e speciali, sistemi di propulsione e servizi finanziari correlati. 
La sede legale si trova ad Amsterdam, il quartier generale è a Torino. La società è quotata all'Euronext Milan. IVECO Group è composta da 8 marchi e conta circa 36.000 persone in tutto il mondo. 
Il Consiglio di Amministrazione è composto da otto direttori (due direttori esecutivi e sei direttori non esecutivi). La Presidente è Suzanne Heywood, l'Amministratore Delegato è Olof Persson.

## Storia
IVECO Group è stata fondata il 1º gennaio 2022 in seguito all'esecuzione dell'atto di scissione da CNH Industrial.
Il 3 gennaio 2025 diviene effettiva la cessione della divisione antincendio Magirus al fondo tedesco Mutares.
Il 30 luglio 2025 il gruppo viene ceduto all'indiana Tata Motors, tranne le divisioni veicoli da difesa IVECO Defence Vehicles e Astra vendute alla Leonardo S.p.A.

## Marchi
IVECO Group è la casa di sette marchi, ciascuno un punto di riferimento nel suo specifico ambito industriale:
- IVECO è il marchio specializzato nello sviluppo, produzione e vendita di veicoli commerciali leggeri, medi e pesanti[10].
- FPT Industrial è specializzato in tecnologie di propulsione per applicazioni on-road e off-road, marine e di power generation[11].
- IVECO Bus progetta e realizza autobus urbani, interurbani, turistici e minibus per il trasporto di massa e premium[12][13].
- Heuliez Bus specializzato in autobus per il trasporto passeggeri[14].
- IVECO Capital eroga servizi finanziari[15].

## Siti industriali e presenza globale
IVECO Group dispone di 20 siti industriali: 16 in Europa, 2 in Sud America e 2 nel resto del mondo. L'attività di ricerca e sviluppo viene portata avanti in 31 centri: 24 in Europa, 1 in Nord America, 4 in Sud America e 2 nel resto del mondo.

## Progetti e partnership

### Hyundai Motor Company
Nel marzo 2022, IVECO Group ha firmato un memorandum d'Intesa con Hyundai Motor Company per collaborare alla realizzazione di veicoli commerciali leggeri elettrici per il mercato europeo. Nello stesso anno IVECO Group e Hyundai Motor Company hanno presentato il primo furgone a celle a combustibile all'IAA 2022 di Hannover. Nel 2023 il Gruppo ha presentato un nuovo autobus urbano a idrogeno alla fiera Busworld 2023, a Bruxelles.

### Nikola IVECO Europe
Nel giugno 2023, IVECO Group ha annunciato l'acquisizione della piena proprietà di Nikola IVECO Europe, ora operante come EVCO Gmbh, che produce autocarri pesanti elettrici e a celle a combustibile.